# Philodoria succedanea
Philodoria succedanea là một loài loài bướm thuộc họ Gracillariidae. Đây là loài đặc hữu của Maui và Hawaii.
Ấu trùng ăn các loài Myrsine. Có khả năng chúng ăn lá cây nơi chúng sống.